# Ophryophryne pachyproctus
Ophryophryne pachyproctus es una especie  de anfibios de la familia Megophryidae.

## Distribución geográfica
Se encuentra en el sudoeste de China, norte y este de Laos, norte de Vietnam y, quizá en Camboya.

## Estado de conservación
Se encuentra amenazada de extinción por la pérdida de su hábitat natural.